# سی‌اچ‌ام‌ئی۳
سی‌اچ‌ام‌ئی۳ (انگلیسی: ChME3) یک لوموموتیو دیزلی ساخت شرکت اچ‌کی‌دی است.
این لوکوموتیو اولین بار در سال ۱۹۶۳ تولید شده و در کشورهایی همچون روسیه، بلاروس، اوکراین، لهستان، آلبانی، استونی، عراق، سوریه و هند مورد استفاده قرار گرفته است.